# Шредель, Владимир Маркович
Влади́мир Ма́ркович Шре́дель (настоящая фамилия Шрейдель; 5 декабря 1918, Москва — 17 марта 1993, там же) — советский кинорежиссёр и сценарист.

## Биография
Родился 5 декабря 1918 года в Воронеже в семье актёров — кременчугского мещанина Маркуса (Мордко-Хуны) Беньяминовича Шрейделя (6 июня 1892 — 10 сентября 1919) и Евы Родионовны (Хавы Рувиновны) Шрейдель (по сцене Владимирова, в девичестве Олькеницкая, 19 мая 1897—1926), уроженки Одессы, которые заключили брак 8 мая 1916 года в Екатеринославе. В 1918—1919 годах отец был членом редакции журнала «Обозрение театров города Воронежа», с 17 мая по сентябрь 1918 года служил председателем комиссариата по делам театров и возглавлял финансовый отдел при Воронежском муниципальном Совете Губисполкома (в котором входил во фракцию коммунистов), летом того же года был временным комиссаром муниципальной комиссии по снабжению города хлебом; умер в Воронеже через год после рождения сына. До 1926 года воспитывался матерью, после её смерти до 1935 года — её братом, артистом Малого театра Виктором Родионовичем Ольховским (Давид Рувинович Олькеницкий, 1895—1935), и с 1936 года жил в семье сестры матери — Любови Родионовны Олькеницкой (по сцене Эвелинова, 1904—?), актрисы студии Малого театра (1931) и Московского ТЮЗа (1937—1940), и её мужа — главного режиссёра Театра юного зрителя Андрея Ивановича Кричко (1901—1967). 
В 1937 году окончил 119 московскую школу и поступил в Московский юридический институт. В 1939 году перевёлся на режиссёрский факультет Всесоюзного государственного института кинематографии, окончил его в 1943 году (мастерская Сергея Эйзенштейна).
По окончании института работал в неигровом кино на Центральной студии документальных фильмов (ЦСДФ) и «Моснаучфильме». В 1947 году фильм В. Шределя «Остров Ионы» получил награду фестиваля в Венеции.
В 1955 году дебютировал в художественном кино, поставив на Одесской киностудии полнометражную картину «Белый пудель» совместно с Марианной Рошаль. С 1956 года — режиссёр-постановщик на «Ленфильме».
Член КПСС с 1948 года, член Союза кинематографистов (Ленинградское отделение).

## Семья
Дед со стороны матери — антрепренёр и театральный администратор Родион Владимирович (Рувин Волькович) Олькеницкий (1868—1936), с сезона 1913 года был арендатором Городского сада, руководителем театра «Фарс» и директором Катерининского театра в Кременчуге.  Бабушка — Анна Давыдовна (Ента Дувидовна) Олькеницкая (в девичестве Ротенштерн, 1873—1944). Брат деда — театральный актёр и антрепренёр Вениамин Иванович Никулин (Олькеницкий).
Дед со стороны отца — кременчугский мещанин Бениамин Мордухович Шрейдель (1864—?), совладелец фабрики ящиков и лесных складов.
Троюродный брат — актёр Валентин Никулин.
Двоюродные братья матери — актёр Константин Шейн, писатель Лев Никулин и драматург Юрий Никулин, двоюродная сестра — актриса Тамара Шейн (её муж — актёр Аким Тамиров). Мужем её двоюродной сестры был философ Г. Е. Глезерман.

## Фильмография

### Режиссёр
- 1947 — Остров Ионы[19][20]
- 1951 — У сменного диспетчера (киножурнал «Наука и техника» 1951 № 6)[21]
- 1954 — Фарфор марки «ЛФЗ» (киножурнал «Наука и техника» 1954 № 1)[22]
- 1955 — Белый пудель (совм. с Марианной Рошаль)[23]
- 1956 — Невеста (совм. с Григорием Никулиным)[24]
- 1958 — Ночной гость
- 1959 — Неоплаченный долг
- 1961 — Будни и праздники
- 1963 — Два воскресенья
- 1966 — Кто придумал колесо?
- 1969 — Пятеро с неба[25]
- 1971 — Ночь на 14-й параллели[26]
- 1972 — Дела давно минувших дней…
- 1974 — Мир Николая Симонова (документальный)
- 1976 — Длинное, длинное дело… (совм. с Григорием Ароновым)
- 1978 — Поздняя встреча
- 1978 — Чужая
- 1981 — Личная жизнь директора
- 1984 — Три процента риска (продолжил работу после отстранения Геннадия Полоки)

### Сценарист
- 1971 — Ночь на 14-й параллели